# Daimbert de Pisa
Daimbert de Pisa (o Dagobert) (?-- mort el 1105) fou el primer arquebisbe de Pisa i el segon patriarca llatí de Jerusalem. Fou acusat de diversos delictes, entre els quals el de promoure l'enfrontament entre els caps croats.

## Orígens
No se'n sap gaire dels primers anys de la vida de Daimbert, però es creu que havia sigut ordenat sacerdot per Wezilo, arquebisbe de Magúncia, un clar partidista de l'emperador en la seva controvèrsia amb el papat en el tema de les investidures, també fou fidel a l'antipapa Climent III. El 1085, Wezilo fou excomunicat per simonia pels membres del sínode de Quedlinburg. El sobrenom de Daimbert, Pisa, situa els seus orígens en les regions de la Llombardia i l'Emilia, on les ciutats eren fidels a l'emperador.

## Arquebisbe de Pisa
A finals de la dècada del 1080, Daimbert canvià de bàndol, i en fer-se amic de la comtessa Matilde de Canossa, una de les més fermes defensores del papat. El papa Urbà II cancel·là el nomenament de Daimbert per haver-se fet de manera irregular i li feu una ordenació canònica. El 1088 el nomenà bisbe de Pisa. Inicialment, el nomenament d'un home amb un passat controvertit com el seu, aixecà hostilitats. El bisbe de Pistoia, Pere, protestà al papa i tot el capítol de la catedral també li mostrà oposició, però Urbà continuà confiant en ell i finalment es guanyà la simpatia de tots. Daimbert fou actiu en la vida cívica de Pisa, per exemple unint-se a altres notables el 1090 per regular l'alçada màxima dels edificis. Sembla que fou una figura respectada en la política de Pisa, en la qual demostrà una visió pràctica per resoldre problemes. Romangué proper al papa Urbà i a Matilde, i el 1092 Urbà elevà la seu a un arquebisbat, per recomanació de Matilde.
Daimbert passà el Nadal del 1094 amb el papa Urbà i després l'acompanyà en la seva gira pastoral per ciutats italianes i franceses. Assistí al concili de Piacenza, convocat per assegurar l'autoritat papal amb relació a la controvèrsia de les investidures, i al concili de Clarmont, en el qual es decidí fer la crida per la Primera Croada. Daimbert tornà a Pisa per predicar a favor de la croada i rebé un suport entusiasta. El 1098 Urbà el nomenà legat seu a la cort del rei Alfons VI de Lleó, i estigué a càrrec de l'organització de les noves parròquies en les terres conquerides als moros. Va córrer el rumor que s'apropià de part del tresor que el rei castellà li confià perquè el fes arribar al papa.

## Patriarca llatí de Jerusalem
Abans d'acabar l'any 1098, Daimbert salpà cap a Orient amb una flota de pisans, els quals, abans de penetrar en territori sirià, efectuaren atacs i pillatge en algunes illes de l'Imperi Romà d'Orient. Un dels caps croats, Bohemon de Tàrent (després dit Bohemon d'Antioquia), estava assetjant el port romà d'Orient de Latakia, i la flota amb què anava Daimbert acceptaren col·laborar-hi. Altres caps croats, que estaven en desacord d'atacar un país cristià, demanaren a Daimbert que persuadís els pisans d'aixecar el setge. Bohemon es veié forçat a abandonar també el setge i, juntament amb Daimbert, arribaren a Jerusalem el 21 de desembre del 1099.
No és clar quin estatus tingué Daimbert a la seva arribada a Terra Santa. Molts historiadors creuen que Urbà l'havia enviat com a legat apostòlic, per substituir Ademar de Monteil, que havia mort l'1 d'agost del 1098. Però el papa Urbà havia mort el 29 de juliol del 1099, i en la carta enviada al papa nou, Pasqual II, amb data de setembre del 1099, Daimbert signa simplement com a arquebisbe de Pisa.
Immediatament després del Nadal, el patriarca llatí de Jerusalem, Arnoul de Chocques, fou deposat amb l'excusa que la seva elecció no havia estat canònica i, amb el suport de Bohemon, Daimbert fou col·locat en aquest càrrec. Segons l'opinió general, Terra Santa havia de ser patrimoni de l'Església, però Arnoul no tingué prou autoritat per reclamar-ho. La posició de Daimbert, en canvi, era més forta, probablement perquè era legat papal i perquè comptava amb una flota de pisans que li feien costat. Just després de ser reconegut com a governant de Jerusalem per la noblesa croada, Jofré de Bouillon s'agenollà davant d'ell per comptar també amb el reconeixement de l'Església. Bohemon feu el mateix en una altra cerimònia per ser reconegut príncep d'Antioquia. Balduí, el futur rei de Jerusalem, era en aquesta època senyor d'Edessa, però no volgué retre homenatge a Daimbert i sembla que les relacions entre ambdós no van ser cordials.
Daimbert estava ansiós per establir el poder del patriarcat i demandà que Jofré posà el govern de Jerusalem en les seves mans. Jofré cedí només en part i, en la cerimònia de celebració de la Pasqua, l'1 d'abril del 1100, anuncià que en mantindria la possessió fins a la seva mort o fins que conquerís dues grans ciutats als infidels, i llavors transferiria Jerusalem al patriarca. Tanmateix, Jofré morí el juliol, mentre Daimbert estava fora, acompanyant unes tropes comandades per un nebot de Bohemon, Tancred, que anaven a conquerir Jaffa, i els barons de Jerusalem oferiren el govern a Balduí, germà del difunt. Daimbert envià una carta, amb el suport de Tancred, en què proposava per al govern de Jerusalem a Bohemon, però aquesta carta fou interceptada i, a més, Bohemon fou capturat pels seljúcides en la batalla de Melitene.

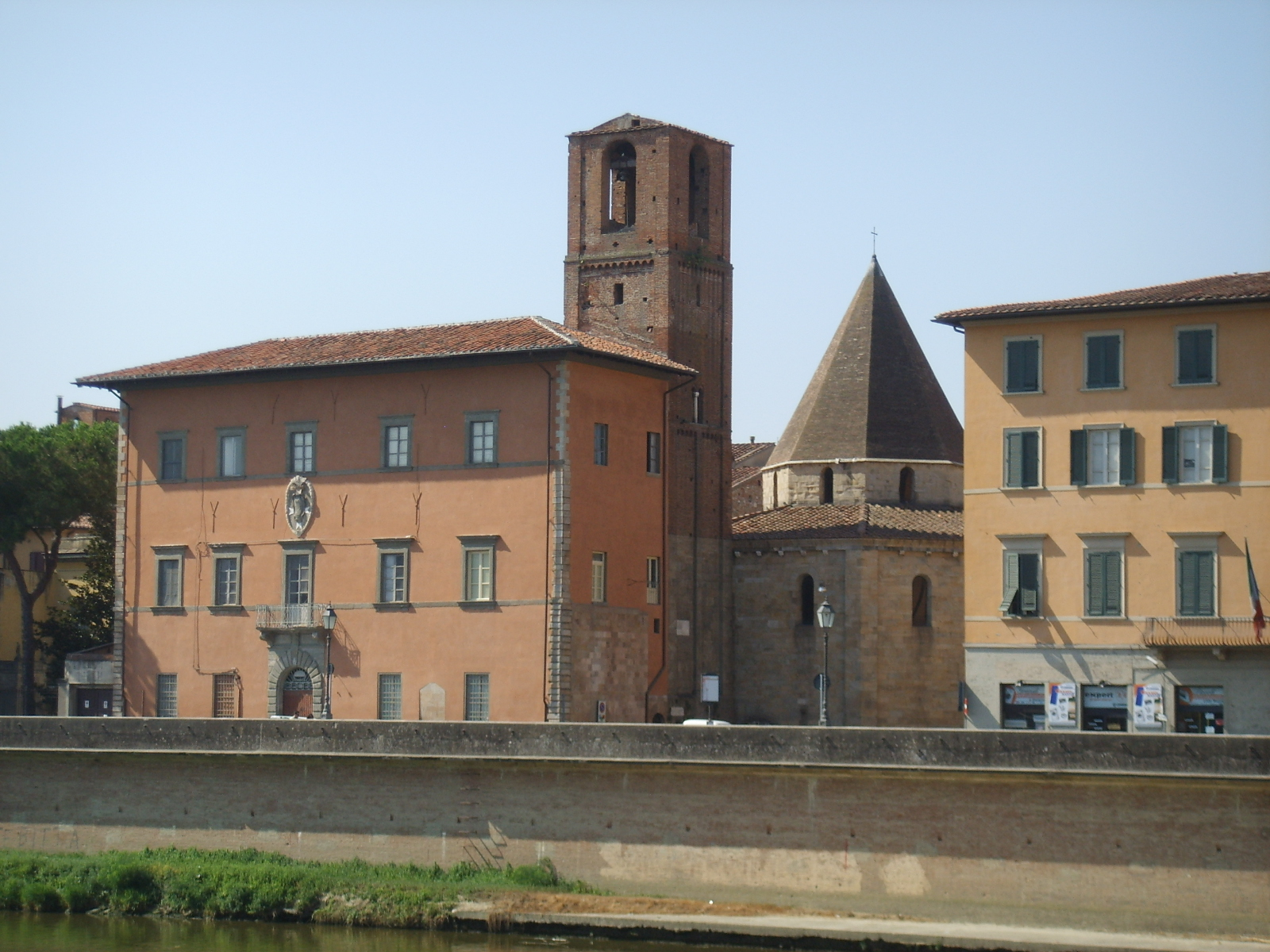
Església del Sant Sepulcre a Pisa.

L'11 de novembre, Balduí assumí el títol de rei de Jerusalem. Daimbert es veié forçat a acceptar la derrota i Balduí, per por a la resposta dels pisans el confirmà com a patriarca. El dia de Nadal del 1100, Balduí s'agenollà davant del patriarca i aquest el coronà com a rei. L'arribada d'una esquadra de genovesos l'abril del 1101 afeblí la posició de Daimbert, perquè d'aquesta manera Balduí ja no depenia dels pisans per fer moviments marítims. Per altra banda, li convenia estar a bones amb l'Església, puix que anava curt de diners per efectuar les campanyes militars i la gent feia els seus donatius per mitjà del clergat. Es presentaren queixen sobre la legalitat del nomenament de Daimbert i quan el papa envià un legat, Maurici de Porto, per estar resoldre la situació, Balduí acusà Daimbert de traïció per haver instat Bohemon a oposar-se a la successió de Balduí. Daimbert subornà Balduí perquè no fes cas de les queixes. Això no obstant, en la tardor Daimbert conservà la totalitat d'un enviament de diners destinats en part al rei i al seu exèrcit; quan el legat sabé que havia fet això el cessà del seu càrrec.
Tancred, que estava ara en el govern d'Antioquia, acollí Daimbert, i posà l'església de Sant Jordi a la seva disposició. Maurici morí en la primavera del 1102, i quan Balduí reclamà el suport militar de Tancred aquella tardor, Tancred insistí que tornés a acceptar Daimbert com a patriarca de Jeruslem. Balduí estigué d'acord, però llavors arribà un nou legat, el cardenal Robert de París. Balduí i Arnoul de Chocques, al qual havia substituït Daimbert com a patriarca, presentaren càrrecs contra ell en un sínode presidit per Robert. L'acusaven d'haver atacat cristians de les illes romanes d'Orient en el seu viatge cap a Terra Santa, i també de conspirar per provocar una guerra civil entre Bohemon i Balduí, i d'apropiar-se diners eviats per assistir els pelegrins. El sínode decidí desposseir-lo del càrrec. Tancred tornà a acollir-lo a Antioquia però ja no presentà reclamacions en defensa d'ell. Segons l'historiador Steven Runciman, ningú lamentà la seva marxa, ja que s'havia mostrat corrupte i indigne.
Daimbert s'adreçà més tard al papa Pasqual personalment i el convencé. En el viatge de retorn a Terra Santa, on anava a reclamar el patriarcat, morí al seu pas per l'estret de Messina, el 1105. Runciman creu que en realitat l'any que va morir va ser el 1107, tenint en compte el que diu Guillem de Tir. Altres historiadors com Rowe, Emil Hampel i Skinner, argumenten que la data correcta és el 1105, pel que es diu en un text anomenat Gesta triumphalia per pisanos facta. Daimbert fou substituït durant la seva absència per un sacerdot anomenat Ehremar, i Gibelin de Sabran fou nomenat com a successor a la seva mort. Però fou succeït com a arquebisbe de Pisa per Pietro Moriconi, que probablement fou escollit pels pisans abans de la mort de Daimbert, cosa que fa pensar que havia perdut suports des de la seva llarga absència, tot i que els documents de la catedral mostren que el substitut seguí i confirmà les decisions preses per ell.

## Reputació
Els historiadors han estat generalment crítics amb la conducta de Daimbert en Terra Santa. Steven Runciman el descriu com a home vigorós, però superficial, ambiciós, deshonest i fàcil de deixar-se influir. En un estudi fet el 1998, Michael Matzke defensà Daimbert, argumentant que les seves accions com a patriarca estaven motivades per l'idealisme religiós i que ell només volia portar a terme les intencions del papa Urbà. Aquesta defensa no ha convençut gaires acadèmics. La historiadora Patricia Skinner, accepta el fet que actuà contra els cànons però creu que en les circumstàncies excepcionals del seu moment, havia de ser pragmàtic.
A Pisa es posà el nom de Sant Sepulcre a una església, en record de la participació de Daimbert i la flota que l'acompanyà.